# Interleukin 5

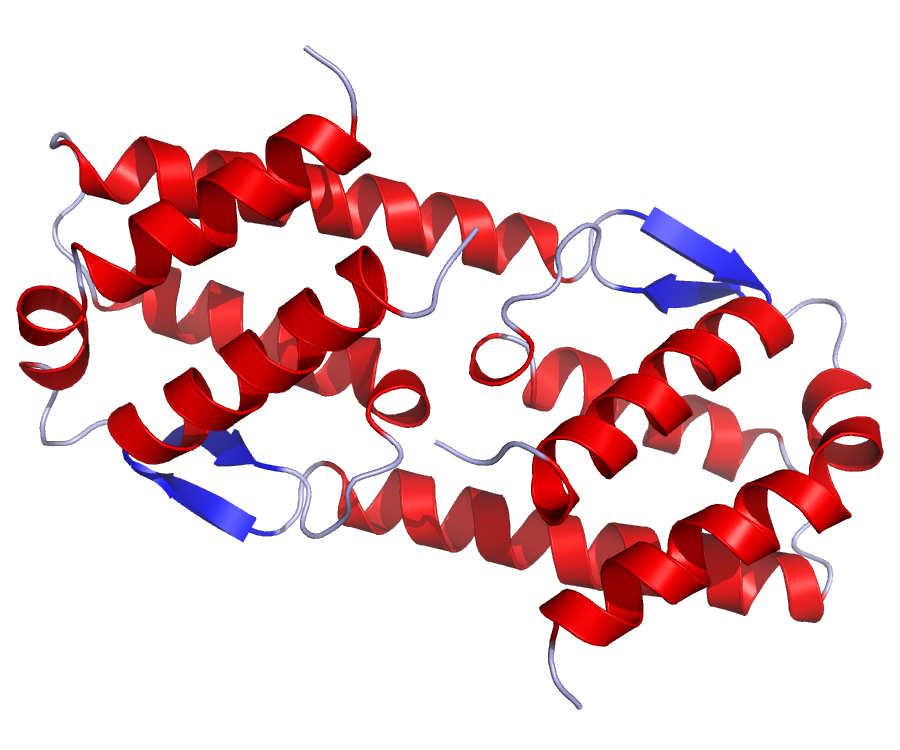
Struktura Interleukinu 5

Interleukin 5 (IL5) je interleukin produkovaný buňkami Th2 a žírnými buňkami (mastocyty).

## Funkce
Interleukin 5 stimuluje růst B lymfocytů a zvyšuje sekreci imunoglobulinů – hlavně IgA přes vazbu na IL-5 receptor. Je také klíčovým mediátorem v aktivaci eozinofilů.

## Struktura
IL-5 je 115 aminokyselin (u člověka, 133 u myší) dlouhý TH2 cytokin, který je součástí hematopoetické rodiny. Na rozdíl od ostatních cytokinů ( např. IL-3 a GM-CSF) je aktivní formou tohoto glykoproteinu homodimer.

## Klinický význam
Interleukin 5 byl dlouho asociován s mnoha alergiemi včetně alergické rhinitidy a astmatu kvůli tomu, že se ve velkém množství nacházel v dýchacích cestách a hlenu, kde byly také pozorovány eozinofily.  A také kvůli velké koncentraci eozinofilů, u kterých se speciálně v patologii astmatu široce spekuluje právě o tom, že eozinofly mají při této nemoci velmi důležitou roli.
Léky které cílí na IL-5 jsou mepolizumab a reslizumab.

## Interakce
Bylo ukázáno, že IL-5 interaguje s alfa podjednotkou receptoru pro interleukin 5.

## Receptory
Il-5 receptor se skládá z α a βc řetězce. Αlfa podjednotka je specifická pro IL-5 molekulu, kdežto βc podjednotka je rozpoznávána interleukinem 3 (IL3) a GM-CSF. 